# Palmas del Socorro
Palmas del Socorro – miasto w Kolumbii, w departamencie Santander.